# Asociación de Fútbol de los Emiratos Árabes Unidos
La Asociación de Fútbol de los Emiratos Árabes Unidos es el organismo que dirige el fútbol en los Emiratos Árabes Unidos.

## Torneos
- Primera División de los Emiratos Árabes Unidos
- UAE Football League Division 1 (2ª División)
- UAE Football League Division 2 (3ª División)
- Copa Presidente de Emiratos Árabes Unidos (Copa de los Emiratos Árabes Unidos)
- Supercopa de los Emiratos Árabes Unidos
- Etisalat Emirates Cup (Copa de la Liga de los Emiratos Árabes Unidos)